# Jean Galmot
Jean Galmot (né le 2 juin 1879 à Monpazier en Dordogne - mort le 6 août 1928 à Cayenne en Guyane) est un homme d'affaires, aventurier et écrivain français.   
Il est un entrepreneur qui travaille avec des idées sociales et progressistes dont ses ouvriers et employés font l'expérience, bien avant les réformes sociales du gouvernement de Front populaire de 1936. De plus, il ne se voyait pas comme un colon désireux de faire fortune en Guyane, mais plutôt comme un homme d'affaires et un aventurier qui respectait profondément les pauvres ou le petit peuple local constitué de Noirs (souvent issus de marronnages), de Créoles, ou d'Amérindiens.   
Élu député de la Guyane en 1919, il est impliqué et emprisonné injustement pour escroquerie dans « l'Affaire des rhums ».

## Biographie
Il est issu d'une fratrie de sept enfants dont il est l'avant-dernier (à laquelle viendront s'ajouter quatre frères adoptifs qui sont en fait des cousins orphelins que ses parents Édouard et Anne ont pris en charge à la suite du décès de l'un de ses oncles). Fils d'instituteur, il poursuit de brillantes études à l'école libre des Récollets à Monpazier (ancien couvent des Récollets accueillant de nos jours le Bastideum). À 11 ans, il intègre l'École apostolique qui forme des missionnaires. À 20 ans, il parle couramment quatre langues (anglais, allemand, espagnol et italien). Il abandonne le professorat pour occuper un poste de précepteur d'abord dans les Vosges, puis en Italie.
À 25 ans, il devient journaliste et chroniqueur. Dreyfusard convaincu, il jouera un rôle prépondérant dans la réhabilitation du capitaine Dreyfus, grâce à l'article qu'il fera paraitre dans Le Petit Niçois du 13 mars 1904 et qui fera sa renommée,. 
C'est justement dans les salons mondains de la Côte d'Azur qu'il fait la connaissance d'une jeune américaine de huit ans sa cadette, née à Paris, Marianne Antoinette Heydecker, fille d'un diplomate, consul des États-Unis en Russie, William Alexander Heydecker. Ils se marient le 24 octobre 1905.
En 1906, son beau-père qui possède un placer (une concession pour l'exploitation de l'or) en Guyane française, le Placer Élysée, sur la crique Lézard, non loin de Mana, l'envoie dans la colonie française. Jean Galmot y mène une mission d'études sur le commerce en Guyane, commandité par le ministre des Colonies Raphaël Milliès-Lacroix. De retour en métropole, il fera de nombreuses conférences sur son périple dans les Guyanes française, néerlandaise et britannique. Il présentera également ses photographies de chercheurs d'or des fleuves Maroni et Mana. Un compte-rendu est publié dans le journal officiel de la République française, le 11 juillet 1907. Grâce à ses travaux, il est admis à la Société de Géographie, ainsi qu'à celle des ingénieurs coloniaux.
Par décision ministérielle du ministre des Colonies Gaston Doumergue en date du 2 avril 1915, Galmot est envoyé pour une nouvelle mission d'études aux Antilles françaises et britanniques, ainsi qu'en Amérique centrale, consacrée cette fois-ci aux débouchés des produits français dans ces territoires.
Tombé sous le charme de la Guyane française lors de son premier voyage, Galmot décide de s'y installer à son compte en 1917. Il se fait mal voir des notables, car il associe davantage le petit peuple guyanais et lui garantit des prix d'achat (or et bois de rose en particulier, mais aussi bois de balata) proches des cours mondiaux. Il soulage également la misère de ses ouvriers par une rémunération décente. Il applique aussi la législation du travail en vigueur à l'époque, notamment la loi de 1898 en matière d'indemnisation des accidents du travail (avant lui, un ouvrier victime au travail d'un accident invalidant était congédié). Sur ses fonds propres, Galmot prend en charge l'éducation des jeunes les plus pauvres en créant des bourses d'études locales. Il devient alors « Papa Galmot », expression qui témoigne de l'affection que lui porte le peuple.
Puis, il achète une plantation afin de produire du rhum et organise la collecte de la production des petits producteurs, encourant ainsi l'hostilité des autres exploitants, prêts à tout pour préserver leurs intérêts.
Mais ses activités ne s'arrêtent pas là. Pilote d'avion et d'hydravion, il met en place les liaisons aériennes guyanaises entre la côte et l'intérieur du pays. Il est aussi à l'origine de la première ligne de chemin de fer guyanais. Il crée des comptoirs aux Antilles, à La Réunion, au Panama. Ses entreprises sont également présente en métropole à Paris, Bordeaux, Carcassonne, Sarlat, Sainte-Sabine… Il se constitue également une flotte de commerce d'une quarantaine de navires qui ravitaille la France en blé (venant d'Argentine), en café, en cacao, en rhum, en balata et en or.
En dix ans, à peine, il crée un véritable empire commercial qui le hisse parmi les plus grandes fortunes de son temps. Celle-ci lui permet d'acquérir le château de Montfort à Vitrac en Dordogne.
Après la fin de la Première Guerre mondiale, Galmot se retrouve en possession d'une grosse cargaison de rhum qu'il a acheté mais qu'il ne peut plus écouler sur les marchés d'État, à destination des pharmacies, des hôpitaux et des tranchées [pourquoi ?]. Rendu financièrement vulnérable par cette encombrante marchandise, ses détracteurs, politiciens corrompus et hommes d'affaires véreux qui le jalousent, vont s'acharner sur lui.
Afin de contrer ces attaques, il se lance en politique et se fait élire député de la Guyane le 30 novembre 1919 face au candidat sortant Albert Grodet. Galmot siège au sein de la commission de la marine marchande et de celle de l'Algérie, des colonies et des protectorats, mais n'appartient à aucun groupe politique. Il est à l'initiative d'une proposition de loi pour la création de la loterie nationale.
À la suite de son élection, il voit ses affaires péricliter brusquement. En avril 1921, « l'Affaire des rhums » éclate, dans laquelle il aurait été impliqué ; on l'accuse injustement de s'être accaparé des rhums réquisitionnés par l'armée après que son immunité parlementaire a été levée quatre jours après le déclenchement de l'affaire, avec son accord. Arrêté pour escroquerie, il est emprisonné à la Santé pendant neuf mois. Au terme d'un procès à rebondissements où les plaignants retirent leurs plaintes en 1923, il est condamné à un an de prison avec sursis en l'absence de preuves sur des bénéfices illégaux. Alors qu'il se représente aux élections en Guyane, gagnées par la fraude électorale, et que son élection ne fait pas de doute, la proclamation des résultats donne la victoire au candidat du gouvernement venu de la métropole, Eugène Lautier. Il meurt brusquement le 6 août 1928. Le bruit court qu'il a été empoisonné, et des émeutes éclatent à Cayenne, donnant lieu en 1931 au procès des émeutiers de la Guyane,.
Homme d'affaires populaire investi dans la vie politique, il a quelque peu terni son image en s'associant avec des personnages sulfureux tels l'escroc Alexandre Stavisky (qu'il dénoncera à la police dans des circonstances curieuses) et le journaliste et romancier à la réputation de maître-chanteur Georges Anquetil[réf. nécessaire]. Jean Galmot est une personnalité au charme ambigu. Son caractère romanesque a fasciné des écrivains : Blaise Cendrars le compare à Don Quichotte et a séjourné à Monpazier, le village natal de Galmot, pour écrire sa biographie dans Rhum - L'aventure de Jean Galmot (1930). Louis Chadourne (1890-1925), qui fut son secrétaire, l'avait déjà évoqué dans Le Pot au noir (1922) et il s'était inspiré de lui pour écrire son roman Terre de Chanaan (1921).

### Circonstances de sa mort
Sur ce sujet, les archives départementales de Guyane possèdent deux documents accessibles au public et particulièrement précis, les rapports des Dr Caro et Rivierez appelés au chevet de Jean Galmot le 5 août. Ils observent un tableau clinique très évocateur d'intoxication aiguë par l'arsenic, confirmé par l'analyse des vomissements, et en conséquence refusent de délivrer le permis d'inhumer et demandent une autopsie au procureur de la République. Celle-ci est pratiquée le 6 août par le médecin lieutenant-colonel Alfred Carmouze qui conclut à l'empoisonnement par un toxique. Aujourd'hui, après une nouvelle analyse des documents, ce diagnostic n'est pas reconnu dans le dernier ouvrage, biographie détaillée de Jean Galmot. Il faut aussi observer que ces documents portent sur des analyses pratiquées tardivement (1930) et sur des pièces dont l'origine peut être considérée comme douteuse à l'exemple du cœur disparu on ne sait où ni quand[réf. nécessaire]. Le procès des émeutiers de Cayenne tenu à Nantes en 1931 posait un réel problème à la justice. Accepter les preuves de l'assassinat c'était reconnaître une justification de l'émeute par la fraude et juger les émeutiers alors que l'assassin et ses commanditaires toujours libres et non recherchés échappaient à la justice, tandis que la mort naturelle ou le suicide permettaient de juger les seuls coupables réunis sur le banc des accusés.[réf. nécessaire]
Les archives départementales de la Loire-Atlantique ont proposé, du 9 février au 26 juin 2011, une exposition consacrée à la mort de Jean Galmot et aux émeutes qui l'ont suivie. Une large partie de l'exposition était également consacrée au procès des émeutiers tenu à Nantes en mars 1931.

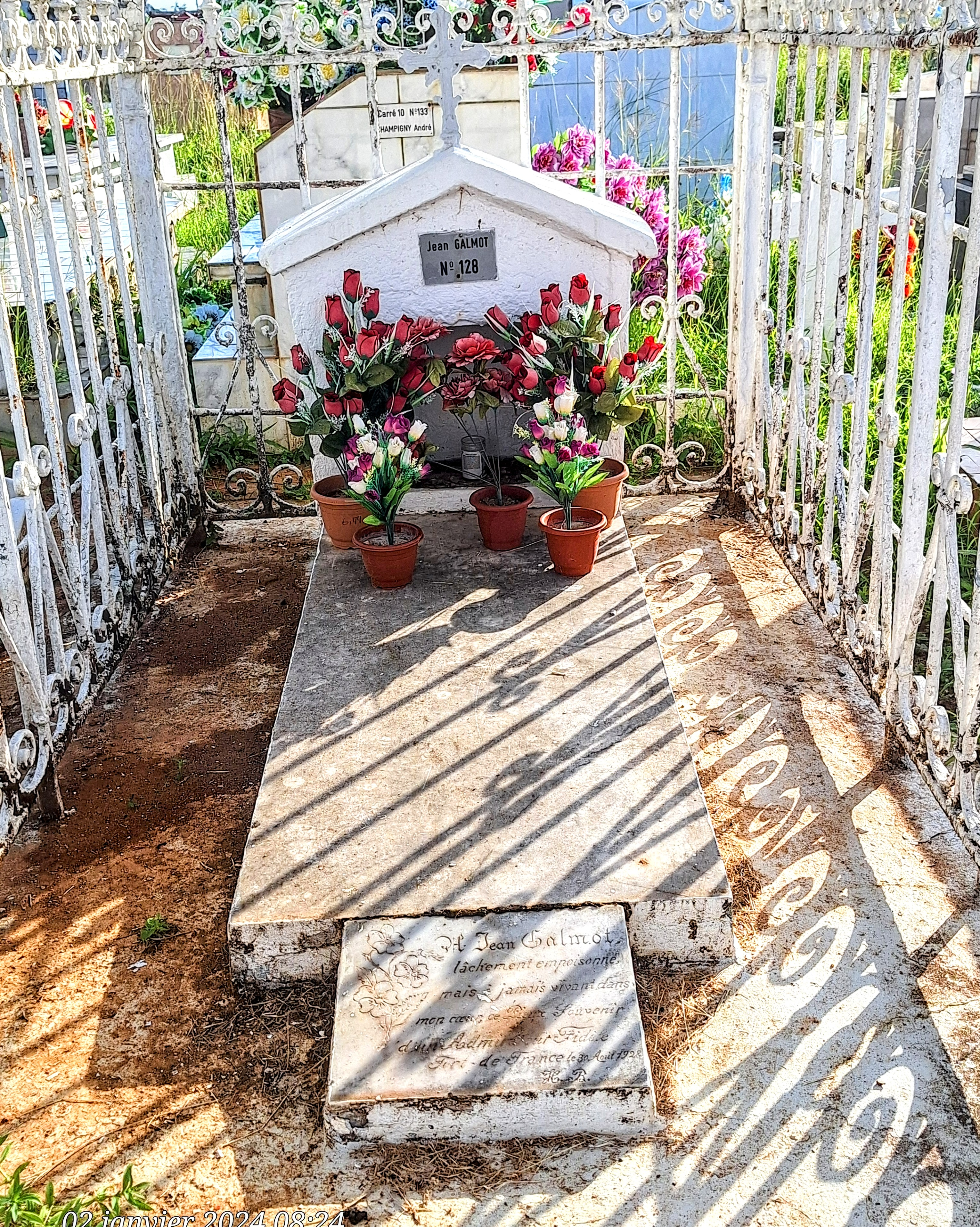
Tombe de Jean Galmot au 2 janvier 2024 au cimetière de Cayenne (Guyane Française)

### Postérité, hommages
Les efforts de la municipalité de Cayenne, qui lui a dédié une avenue et une statue dans un quartier populaire, entretiennent son souvenir toujours très présent de nos jours.
Réalisée par l'association des amis de Jean Galmot, une exposition permanente dans les anciennes écoles de sa ville natale, Monpazier, à l'Atelier des Bastides, relate sa vie.
Un film réalisé par Alain Maline intitulé Jean Galmot, aventurier, lui est consacré en 1990.

### Œuvres littéraires
- La fille de Faust, C. Cuny, Saint-Dié, 1901 (Texte intégral, Consulté le 23 janvier 2020)
- Nanette Escartefigue, histoire de brigands : les Barbets du comté de Nice et les réquisitionnaires de l'Estérel , Nice, 1906 (Texte intégral, Consulté le 23 janvier 2020)

- Quelle étrange histoire…, Éditions et Librairie, Paris, 1918 ; Éditions Caribéennes, Paris, 1990 ; Le Serpent à plumes, 1995. (Texte intégral. Consulté le 14 février 2012.)

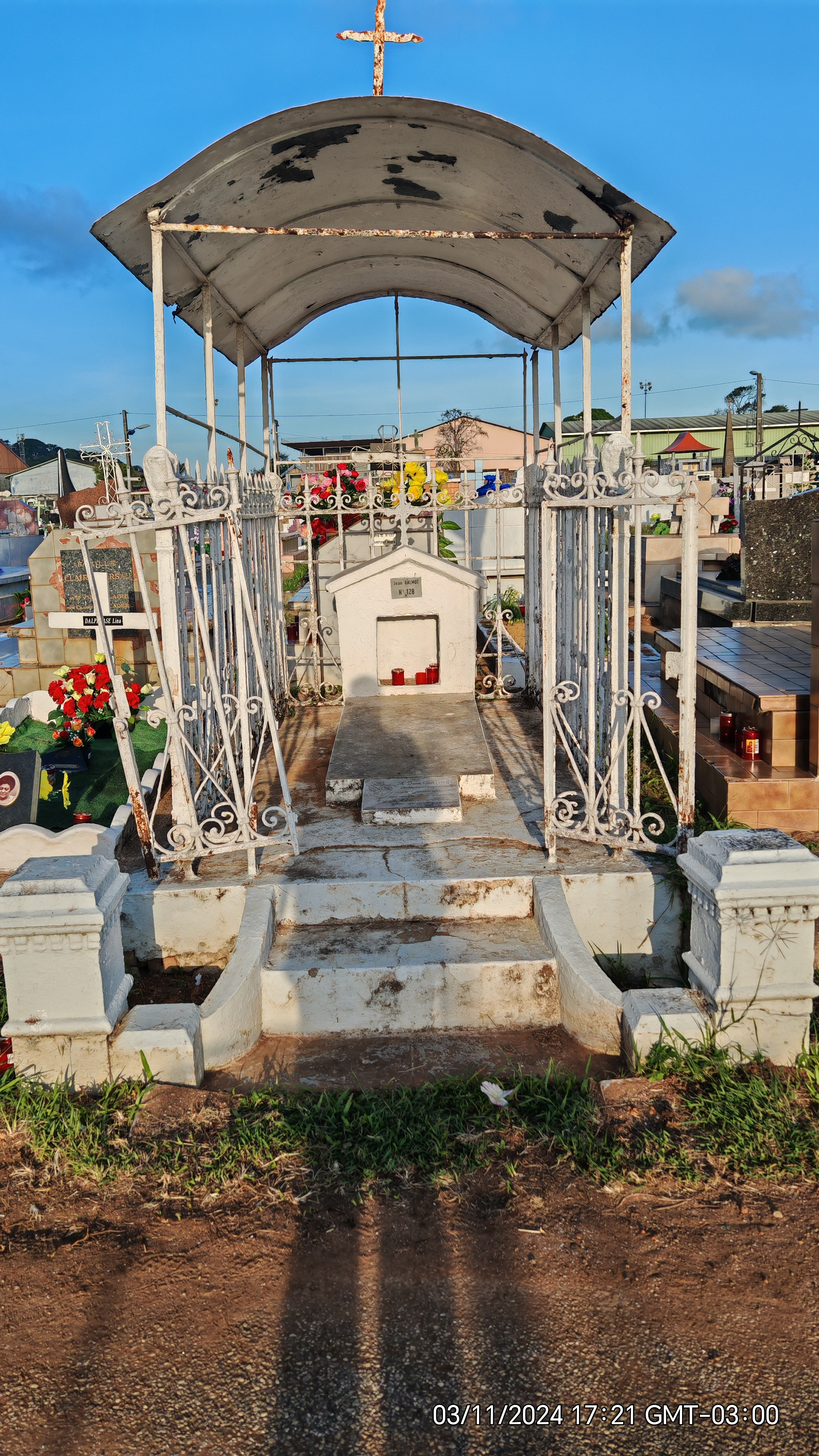
Tombe de Jean Galmot au 3 novembre 2024. Cayenne, Guyane Française.

- Tombe de Jean Galmot au 3 novembre 2024. Cayenne, Guyane Française.Un mort vivait parmi nous, Éditions de la Sirène, Paris, 1922 ; Éditions Caribéennes, Paris, 1990 ; Le Serpent à plumes, 1995. (Texte intégral. Consulté le 14 février 2012.)

### Filmographie
- Alain Maline, Jean Galmot, aventurier, avec Christophe Malavoy, 1990.